# Rojão (música)
Nome a trecho musical breve, executado no instrumento (viola, ou rabeca, ou pandeiro etc.) como acompanhamento de cantoria, ou, nos desafios, para dar tempo de o adversário preparar os versos que cantará em resposta. Quando executado na viola, também conhecido como "rojão de viola" ou um tipo de "baião de viola". Também é um gênero musical do forró pé de serra.

## História
O primeiro rojão gravado no Brasil foi Catirina, em 1930, um rojão de viola de Jararaca.
O recifense Edgar Ferreira é considerado o criador do rojão do forró pé-de-serra, um gênero musical muito próximo ao coco. A primeira música de rojão do forró, Forró em Limoeiro, gravada por Jackson do Pandeiro em 1953. 